# یاریسلی سیلوا
یاریسلی سیلوا (انگلیسی: Yarisley Silva؛ زادهٔ ۱ ژوئن ۱۹۸۷) ورزشکار دو و میدانی پرش با نیزه اهل کوبا است. وی در مسابقات کشوری و بین‌المللی در مجموع برندهٔ ۱ مدال طلا، ۱ مدال برنز شده‌است.